# Leucoptera adenocarpella
Leucoptera adenocarpella là một loài bướm đêm thuộc họ Lyonetiidae. Nó là loài đặc hữu của bán đảo Iberia.
Ấu trùng ăn Adenocarpus decorticans. Chúng ăn lá nơi chúng làm tổ. 